# Компанієнко Володимир Іларіонович

Компанієнко Володимир Іларіонович

Компанієнко Володимир Іларіонович (* 15 липня 1935, Степне) — один з провідних агрономів Донбасу, який в умовах богарного землеробства одержав рекордні врожаї зернових та соняшника, заслужений агроном України.

## Біографія
Народився 15 липня 1935 року в селянській родині у селі Степне Мар'їнського району Донецької області. Учасник державної програми підняття цілинних та перелогових земель, за що отримав почесну державну нагороду — медаль «За освоєння цілинних земель». Закінчив Харківський інститут сільського господарства ім. Докучаєва, факультет «агрономія» (1982 рік). Під його керівництвом, як головного агронома одного з найбільших в Донецькій області радгоспів «Оленівський», досягнуті рекордні врожаї зернових культур. Удостоєний почесного звання «Заслужений агроном України».